# Kościół św. Józefa Rzemieślnika w Przedborzu
Kościół św. Józefa Rzemieślnika w Przedborzu – kościół rzymskokatolicki znajdujący się w województwie podkarpackim, w powiecie kolbuszowskim, w Przedborzu.

## Historia
Inicjatorem budowy kościoła był proboszcz ks. Henryk Florek. W 1972 roku parafia otrzymała pozwolenie na wzniesienie świątyni. Kościół wybudowano w latach 1972–1979 według projektu Władysława Pieńkowskiego. Kościół poświęcono w październiku 1979 roku. W latach 90. dach świątyni pokryto blachą miedzianą. W 1999 roku zbito stare tynki i wymieniono spoinowanie między kamieniami na elewacjach. Mieszkańcy Przedborza odmalowali ściany znajdujące się wewnątrz kościoła. 19 marca 2000 roku bp Kazimierz Górny dokonał jego konsekracji. 23 lipca 2019 roku obiekt sakralny wraz z otoczeniem został wpisany do rejestru zabytków pod numerem A-1623.

## Architektura
Kościół w stylu powojennego modernizmu, orientowany, założony na rzucie przypominającym prostokąt. Wybudowano go na płasko ściętym pagórku. Obiekt posiada obłożone kamieniem osłonowe i ażurowe ściany, które nie posiadają okien. Ponad kościołem wznosi się dzwonnica zakończona krzyżem.
Wewnątrz świątyni znajduje się niekompletny i przemalowany obraz Matki Bożej Niepokalanie Poczętej pochodzący z zamku w Náchodzie, który powstał w pierwszej połowie XVIII wieku.